# Autódromo Parque Ciudad de Río Cuarto
El Autódromo Parque Ciudad de Río Cuarto es un circuito automovilístico ubicado en la ciudad de Río Cuarto, Córdoba, Argentina.
Elegido por los propios pilotos como uno de los mejores del país, goza de un prestigio a nivel nacional que le ha permitido atraer a las principales categorías del automovilismo: Turismo Carretera, Turismo Competición 2000, Turismo Nacional y Top Race.
Es uno de los escenarios deportivos más importantes de Córdoba, siendo además una plaza de amplia convocatoria, junto al Autódromo Oscar Cabalén, el otro escenario cordobés ubicado en la localidad de Alta Gracia.
Su administración está a cargo del Automóvil Club de Río Cuarto.

## Historia
En 1923 se fundó la Asociación Automóvil Club Río Cuarto que organizó la primera carrera de automóviles en la ciudad, junto a Las Higueras, Buena Parada, Los Molles. El 30 de octubre de 1940 se fundó el Automóvil Club Río Cuarto por iniciativa de quien sería su primer presidente; Felipe Di Cola.
La fecunda labor de esta institución, culminó durante la presidencia de Carlos Daverio con la compra del campo para construir el circuito permanente que tanto se había soñado. Como corolario de este esfuerzo de sus dirigentes, el 26 de agosto de 1959 se inauguró la pista totalmente pavimentada del actual Autódromo Parque Ciudad de Río Cuarto. Apadrinó la ceremonia nada menos que el quíntuple campeón mundial de automovilismo Juan Manuel Fangio y don Carlos Daveriocon su respectiva esposa; también estuvieron presentes el Vicegobernador de la provincia escribano Ángel Reale, e invitados especiales como Domingo Marimón, José Froilán González y Oscar Cabalén.
La carrera inaugural el Gran premio Río Cuarto Oleaginosos y Creales S.A, mecánica nacional, categoría fuerza libre y limitada, fue controlada por el Dr. Fernando Nery de la Comisión Deportiva Automovilística, secundado por Felipe Di Cola, director de la prueba.
El Turismo Carretera corrió por primera vez aquí en 1960 con victoria para Juan Carlos Garavaglia al comando de una cupé ford. Regresó en 4 ocasiones más resultando ganadores Pablo Gulle y Felix Peduzzi con dos victorias para cada uno, la última había sido en 1966 hasta que regresó en 1994 con victoria para Walter Hernández.

## Características de su trazado
Con 4.047 metros de extensión es un trazado veloz gracias a su extensa recta principal de más de 1.100 metros , constituyéndose en la más larga entre los circuitos que existen en el país.
Luego de la recta la traza continúa con los populares, una horquilla rápida gracias a su pronunciado peralte, y la llamada «curva de la tranquera», que, según los pilotos, es una zona donde hay que tener un auto bien equilibrado para no entrar en un despiste.

## Historial de competencias

### Turismo Carretera
| Fecha                    | Ganador                     | Marca           |
| ------------------------ | --------------------------- | --------------- |
| 17 de abril de 1994      | Walter Hernández            | Ford Falcon     |
| 7 de agosto de 1994      | Walter Hernández            | Ford Falcon     |
| 23 de abril de 1995      | Juan María Traverso         | Chevrolet Chevy |
| 22 de octubre de 1995    | Omar Martínez               | Ford Falcon     |
| 19 de mayo de 1996       | Omar Martínez               | Ford Falcon     |
| 25 de mayo de 1997       | Luis Minervino              | Chevrolet Chevy |
| 24 de mayo de 1998       | Juan María Traverso         | Ford Falcon     |
| 16 de mayo de 1999       | Rafael Verna                | Ford Falcon     |
| 2 de julio de 2000       | Guillermo Ortelli           | Chevrolet Chevy |
| 13 de mayo de 2001       | Fabián Acuña                | Ford Falcon     |
| 23 de septiembre de 2001 | Miguel Etchegaray           | Ford Falcon     |
| 14 de julio de 2002      | Marcos Di Palma             | Chevrolet Chevy |
| 14 de septiembre de 2003 | Omar Martínez               | Ford Falcon     |
| 23 de mayo de 2004       | Norberto Fontana            | Dodge Cherokee  |
| 22 de mayo de 2005       | Omar Tanoni                 | Chevrolet Chevy |
| 21 de mayo de 2006       | José Ciantini               | Dodge Cherokee  |
| 19 de agosto de 2007     | Mariano Altuna              | Chevrolet Chevy |
| 3 de agosto de 2008      | Guillermo Ortelli           | Chevrolet Chevy |
| 12 de abril de 2009      | Matías Rossi                | Chevrolet Chevy |
| 1 de agosto de 2010      | Gabriel Ponce de León       | Ford Falcon     |
| 24 de julio de 2011      | Mariano Altuna              | Chevrolet Chevy |
| 3 de junio de 2012       | Juan Bautista De Benedictis | Ford Falcon     |

Desde la edición del 17 de abril de 1994 al 16 de mayo de 1999 se utilizó el trazado de 3410 metros de extensión con chicana, luego del 2 de julio de 2000 al 14 de julio de 2002 fue en el trazado sin chicana de 3310 metros de extensión sin chicana y finalmente con su medida actual de 4047 metros de extensión del 14 de septiembre de 2003 hasta la fecha.

### TC 2000
| Fecha                    | Ganador                               | Marca                         |
| ------------------------ | ------------------------------------- | ----------------------------- |
| 18 de noviembre de 1979  | Osvaldo Abel López                    | Peugeot 504                   |
| 24 de agosto de 1980     | Luis Rubén Di Palma                   | Volkswagen 1500               |
| 11 de abril de 1982      | Jorge Omar del Río                    | Volkswagen 1500               |
| 11 de septiembre de 1983 | Juan María Traverso                   | Ford Taunus                   |
| 18 de noviembre de 1984  | Juan María Traverso                   | Ford Taunus                   |
| 10 de noviembre de 1985  | Juan María Traverso                   | Renault 18                    |
| 9 de noviembre de 1986   | Mario Gayraud                         | Ford Sierra XR4               |
| 15 de noviembre de 1987  | Juan María Traverso                   | Renault Fuego                 |
| 18 de diciembre de 1988  | Mario Gayraud                         | Ford Sierra XR4               |
| 1 de abril de 1990       | Juan María Traverso                   | Renault Fuego                 |
| 14 de abril de 1991      | Guillermo Maldonado                   | Volkswagen Carat              |
| 19 de mayo de 1992       | Ernesto Bessone II                    | Ford Sierra                   |
| 23 de mayo de 1993       | Juan María Traverso                   | Renault Fuego                 |
| 3 de septiembre de 1995  | Daniel Cingolani                      | Renault 19                    |
| 14 de abril de 1996      | Juan María Traverso                   | Peugeot 405                   |
| 27 de octubre de 1996    | Ernesto Bessone II                    | Ford Escort                   |
| 27 de abril de 1997      | Walter Hernández / Henry Martin       | Volkswagen Polo / Ford Escort |
| 28 de septiembre de 1997 | Henry Martin / Omar Martínez          | Ford Escort / Honda Civic     |
| 19 de abril de 1998      | Juan María Traverso / Omar Martínez   | Honda Civic                   |
| 1 de noviembre de 1998   | Gabriel Ponce de León / Omar Martínez | Ford Escort / Honda Civic     |
| 18 de julio de 1999      | Daniel Cingolani                      | Ford Escort Zetec             |
| 12 de marzo de 2000      | Walter Hernández                      | Volkswagen Polo               |
| 22 de octubre de 2000    | Henry Martin                          | Ford Escort                   |
| 8 de abril de 2001       | Gabriel Ponce de León                 | Ford Escort                   |
| 14 de abril de 2002      | Norberto Fontana                      | Toyota Corolla                |
| 27 de julio de 2003      | Christian Ledesma                     | Chevrolet Astra               |
| 29 de agosto de 2004     | Fabian Yannantuoni                    | Honda Civic                   |
| 30 de septiembre de 2012 | Franco Girolami                       | Fiat Linea                    |
| 10 de marzo de 2013      | Mario Gerbaldo                        | Renault Fluence               |
| 10 de agosto de 2014     | Facundo Della Motta                   | Honda Civic IX                |
| 1 de noviembre de 2015   | Juan Ángel Rosso                      | Ford Focus III                |
| 13 de noviembre de 2016  | Augusto Scalbi                        | Peugeot 408                   |
| 25 de junio de 2017      | Manuel Luque                          | Renault Fluence               |
| 10 de junio de 2018      | Marcelo Ciarrocchi                    | Citroën C4 Lounge             |

### Super TC 2000
| Año                      | Piloto Ganador      | Automóvil      |
| ------------------------ | ------------------- | -------------- |
| 30 de septiembre de 2012 | Ricardo Risatti III | Honda Civic IX |

### Top Race V6
| Año                    | Piloto Ganador     | Automóvil           |
| ---------------------- | ------------------ | ------------------- |
| 30 de julio de 2006    | Sebastián Diruscio | Citroën C5 I        |
| 3 de mayo de 2015      | Agustín Canapino   | Mercedes-Benz C-204 |
| 9 de octubre de 2016   | Agustín Canapino   | Mercedes-Benz C-204 |
| 19 de marzo de 2017    | Mauro Giallombardo | Ford Mondeo III     |
| 25 de marzo de 2018    | Néstor Girolami    | Ford Mondeo III     |
| 2 de diciembre de 2018 | Néstor Girolami    | Mercedes-Benz C-204 |